# Чайка (автодром)
Автомобільний спортивний комплекс «Чайка» (АСК Чайка) — автодром, розташований біля Києва (неподалік села Чайки Бучанського району Київської області).

## Історія

### 1970-ті
Автодром почали проєктувати наприкінці 60-х років минулого століття — як оплот для технічних видів спорту в Україні. Планували розмістити мототрек, кільце для авто- і мотоперегонів та картингову трасу. Поряд з автодромом розмістилося і невелике летовище.
В ті часи багато видів спорту, які не отримали статусу «олімпійських», входили в сферу впливу ДОСААФ (Добровільна організація сприяння армії, авіації і флоту), яка керувала розвитком «корисних» для військової справи дисциплін, і відповідно автомобільний спорт увійшов до цього списку.
Оскільки ресурсів у великої вседержавної організації вистачало, тож проєкт підходив до завершення. В 1971 році ДОСААФ і Автомобільна федерація СРСР утвердили проєкт нового автодрому, причому інфраструктура і конфігурація траси були розроблені по аналогічним тоді автодромах.
Будівництво розпочалося в 1973 році і через кілька років під Києвом виріс новий автодром — один з найсучасніших у світі по стандартах тих років, а схожого комплексу не було більше ніде у СРСР, аж до його розпаду.

### Перші змагання
В 1976 році на Чайці пройшли перші перегони в статусі чемпіонату. І через деякий час завдяки вдалому географічному положенні і конфігурації траси, автодром став найпопулярніший в державі і Східній Європі, де змагалися найкращі на той момент гонщики, що могли складати високу конкуренцію і українським пілотам.
Київську трасу характеризувала і досить висока середня швидкість на так званому великому кільці, що дуже подобалося пілотам і глядачам.
Автодром використовували не лише для кільцевих перегонів. До прикладу в 1977 році тут провели ралі Руська Зима (тоді дуже популярне багатоденне марафон-ралі, що більше нагадували автомобільні пробіги). Ралі розпочалося в Москві, через Білорусь заїхала в Київ, де на автодромі був один із бойових ділянок учасників ралі-марафону.

### Новий час
Після відновлення Незалежності Української Держави, ДОСААФ була розформована. Криза, що почалася через кілька років призвела до списання автомобілів, які переобладнували в цивільні і продавали, так само сталося з різним обладнанням і спеціально технікою. Тож автодром Чайка швидко занепав, відповідно стандарти безпеки виявилися недостатніми, які причому кожного року удосконалювалися.
«Нову історію» українського автоспорту довелося буквально писати з «нуля». Директором авто спортивного комплексу призначили знаменитого українського автогонщика Леоніда Протасова, який все-таки був ще тим оптимістом: «Кожний рік FIA випускає додаткові стандарти безпеки гоночних трас, але траси не перебудовуються кожного року! От і Чайка не потребує перебудови. Головне завдання — створити нові зони безпеки і поставити новий свіжий шар асфальту.»
І все ж Велике кільце Чайки — легендарна ділянка давніх часів і до сьогодні є недоступною для пілотів через невідповідність сучасним нормам безпеки. Останні перегони, що відбулися на великому кільці пройшли 1998 року. А до сьогодні всі змагання проводяться на короткій ділянці траси — малому кільці.

## Сьогодення
Сьогодні Чайка належить Товариству сприяння обороні України і залишається епіцентром кільцевих перегонів в державі. На автодромі проводяться також трек-дні, ралі і звичайно змагання з кільцевих автоперегонів чемпіонату України.
Спортивний комплекс складається із декількох незалежних трас. Кільцева траса поділяється на велике і мале кільце, вона обладнана сервісним парком і адміністративно-суддівським комплексом, стартовою зоною із пітлейном і всіма електронними приладами для проведення змагань.
Картингова траса розташована всередині основної траси.
На автодромі проводиться три чемпіонати — картинговий, туринговий та мотоциклетний. На прямій старт-фініш розташовані трибуни і ділянка для перегонів на 402 метри (чверть милі) — стріт-рейсингу.
При автодромі діє авто спортивна школа, яка акредитована ФАУ, яка дозволяє отримати ліцензію спортсмена.
Хоча автодром поволі втрачатиме свій статус, якщо не будуть проведені серйозні модернізаційнні роботи (які до речі плануються, щоб рівень траси відповідав категорії А), адже у Львові діє міське кільце для автоперегонів, а в 2012 році закінчиться будівництво найсучаснішого автодрому в Східній Європі — CrimeaGP, під Євпаторією, котрий прийматиме світовий мото-чемпіонат SBK та MotoGP. Також під Києвом планують збудувати автодром для чемпіонату світу Формула-1 до 2016 року, який зміг би продовжити традицію перегонів Гран-прі Львова в Польщі, яка перервалася в 1933 році (дивіться Гран-Прі Львова).
Отже, автодром Чайка, щоб не втратити свого статусу, повинен серйозно змінитися і ці зміни підуть на користь всьому мотоспорту в Україні, адже траса легендарна в Східній Європі і вона повинна розвиватися.